# Міллер (Айова)
Міллер (англ. Miller) — переписна місцевість (CDP) в США, в окрузі Генкок штату Айова. Населення — 50 осіб (2020).

## Географія
Міллер розташований за координатами 43°11′12″ пн. ш. 93°36′28″ зх. д. / 43.18667° пн. ш. 93.60778° зх. д. (43.186711, -93.607706).  За даними Бюро перепису населення США в 2010 році переписна місцевість мала площу 5,44 км², уся площа — суходіл.

## Демографія
Згідно з переписом 2010 року, у переписній місцевості мешкало 60 осіб у 26 домогосподарствах у складі 20 родин. Густота населення становила 11 особа/км².  Було 28 помешкань (5/км²).
Расовий склад населення:
| - 100,0 % — білих |

До двох чи більше рас належало 0,0 %. Частка іспаномовних становила 0,0 % від усіх жителів.
За віковим діапазоном населення розподілялося таким чином: 23,3 % — особи молодші 18 років, 66,7 % — особи у віці 18—64 років, 10,0 % — особи у віці 65 років та старші. Медіана віку мешканця становила 46,0 року. На 100 осіб жіночої статі у переписній місцевості припадало 140,0 чоловіків;  на 100 жінок у віці від 18 років та старших — 119,0 чоловіків також старших 18 років.
Цивільне працевлаштоване населення становило 0 осіб. 